# Federación de los Liberales
La Federación de los Liberales (Federazione dei Liberali) (FdL) es un partido político italiano fundado en febrero de 1994 como consecuencia de la disolución del Partido Liberal por Raffaello Morelli y Valerio Zanone, del que se proclama heredero, siendo miembro de pleno derecho de la Internacional Liberal. Se declara alternativa a la derecha desde su constitución y, en 1995 participó en la fundación de El Olivo.
El actual presidente nacional es Raffaello Morelli. El partido sostiene la prioridad política de ser liberal y pertenecer al área del centro-izquierda.

## Historia
La Fdl Nace el 6 de febrero de 1994 tras la disolución del Partido Liberal Italiano a raíz del escándalo de corrupción de Tangentopoli. Los fundadores pertenecían al sector de centro-izquierda del partido disuelto, y eligieron como presidente a Alfredo Biondi y coordinador a Morelli. 
En las elecciones de 1994 apoyó a Pacto Segni y su Pacto por Italia. Sin embargo, Biondi se presentó junto a Forza Italia. El partido presentó listas propias por primera vez en las elecciones europeas de 1994 con el apoyo del Partido Europeo Liberal Demócrata Reformista. Con la oposición de Biondi, entonces Ministro de Justicia en el gobierno de Silvio Berlusconi, la lista se presentó sólo en dos de las cinco circunscripciones italianas. Los resultados obtenidos fueron muy escasos, un 0,16% del global del país. En 1996 apoyó a la Unión Democrática.
En marzo de 2007 FdL inició un diálogo con otros grupos de antiguos liberales y republicanos a fin de formar una federación.